# 嚴元照
嚴元照（1773年—1817年），字修能，號久能，自號悔菴居士。清代浙江歸安人。
乾隆三十八年（1773年）生。十歲能寫四體書，補諸生。受到阮元、朱珪賞識。聚书数万卷，多宋元刊本。嘉慶二十二年（1817年）卒。著有《娱亲雅言》、《尔雅匡名》、《悔庵学文》、《柯家山馆诗集》、《柯家山馆词集》等。